# Bombardement du bâtiment de l'administration régionale de Kharkiv
Le bombardement du bâtiment de l'administration régionale de Kharkiv est survenu le 1er mars 2022 lorsque les forces russes ont attaqué le bâtiment administratif du gouvernement de l'oblast de Kharkiv à Kharkiv, en Ukraine.

## Attaque
L'attaque contre le bâtiment du gouvernement de Kharkiv a eu lieu dans le contexte de la bataille de Kharkiv contre des hôtes russes venant du nord-ouest,.
Les troupes russes ont lancé deux roquettes contre le bâtiment administratif, faisant 44 morts et environ 35 blessés, la destruction du bâtiment lui-même et de graves dommages à d'autres structures dans le secteur de la place de la Liberté. En juin 2022, le bâtiment du gouvernement a été reconnu comme non sujet à restauration.
Il a été enregistré que les armes utilisées lors de d'attaque était deux missiles kalibr. Le gouvernement ukrainien a exprimé que l'attaque s'est produite à 8 h 0 du matin (heure d'été d'Europe de l'Est).